# Wi (kana)
En l'escriptura japonesa, ゐ, en hiragana o ヰ en katakana, és un kana obsoleta. Com a combinació de la forma "W-" i la vocal "I", representa la mora "wi". És obsolet, com que des de fa segles es pronunciava /i/. Es continua usant en les llengues ainu i okinawenca.
A la taula de l'ordre gojūon (per columnes, i de dreta a esquerra), es troba en la desena columna (ま行, columna «wa») i la segona fila (い段, fila «i»).

La taula gojūon

### En japonès
S'assumeix que la pronúncia original de ゐ/ヰ era  [ɰi] (?·pàg.). També existien les combinacions クヰ [kʷi] i グヰ [gʷi]. La pronúncia de ゐ i い es diferenciava durant el període Heian quan es va escriure el famós poema Iroha. Durant el període Kamakura es van començar a confondre i cap al segle xiii la pronúncia ja era [i], de manera que s'unificaven ゐ i い. També クヰ i グヰ havien esdevingut [ki] i [gi] i s'unificaven amb キ i ギ. Durant molts segles es van continuar usant ゐ/ヰ per a l'ortografia de certs mots. Al segle xix fins i tot es van crear les variants ゐ゙/ヸ amb el dakuten per a representar el so /vi/.
Finalment es va eliminar del japonès durant la reforma ortogràfica de 1946, substituït per い/イ en tots els contextos. Només es fa servir molt rarament, en alguns noms propis amb finalitats estilístiques. De fet, per a representar la mora «wi» com a onomatopeia i en paraules estrangeres, es prefereix la combinació ウィ, i per a «vi» la corresponent ヴィ.

### En altres llengües
- A la llengua d'Okinawa s'empra el hiragana ゐ per la síl·laba /wi/ i en dígrafs per a les síl·labes /kwi/, /gwi/. En l'ortografia de la Universitat de Ryukyu, s'empra el katakana ヰ per a /i/, mentre que い és /ʔi/.
- En ainu el katakana ヰ s'empra per la síl·laba /wi/.

## Escriptura
El hiragana ゐ prové del kanji 爲 mentre que el katakana ヰ prové del kanji 井.
|  |  |

## Altres escriptures
- En braille japonès[4]

| wi ゐ/ヰ                    | vi ゐ゙/ヸ                                                 |
| ⠆ (braille pattern dots-23) | ⠐ (braille pattern dots-5) · ⠆ (braille pattern dots-23) |

- Alfabet fonètic: 「ゐどのヰ」 (W)ido no "(W)i", és a dir, «el (w)i de pou»
- Codi Morse:[5] • － • • －